# Eseredssjön
Eseredssjön är en sjö i Falkenbergs kommun i Halland och ingår i Ätrans huvudavrinningsområde. Sjön är 10 meter djup, har en yta på 0,128 kvadratkilometer och är belägen 113 meter över havet. Vid provfiske har bland annat abborre, gädda, karpfisk (obestämd) och mört fångats i sjön.

## Delavrinningsområde
Eseredssjön ingår i det delavrinningsområde (633959-132920) som SMHI kallar för Mynnar i Ätran. Medelhöjden är 145 meter över havet och ytan är 15,17 kvadratkilometer. Det finns inga avrinningsområden uppströms utan avrinningsområdet är högsta punkten. Vattendraget som avvattnar avrinningsområdet har biflödesordning 2, vilket innebär att vattnet flödar genom totalt 2 vattendrag innan det når havet efter 52 kilometer. Avrinningsområdet består mestadels av skog (80 procent). Avrinningsområdet har 0,48 kvadratkilometer vattenytor vilket ger det en sjöprocent på 3,1 procent. Bebyggelsen i området täcker en yta av 0,25 kvadratkilometer eller 2 procent av avrinningsområdet.

## Fisk
Vid provfiske har följande fisk fångats i sjön:
- Abborre
- Gädda
- Karpfisk obestämd
- Mört
- Ål